# 二十銭硬貨
二十銭硬貨（にじっせんこうか）は、かつて日本で発行された硬貨の額面の一つ。額面である20銭は1円の5分の1に当たる。発行されたものとしては、旭日竜二十銭銀貨・竜二十銭銀貨・旭日二十銭銀貨の3種類が存在する。1円未満であるため1953年（昭和28年）の小額通貨整理法によりいずれも通用停止となっており、現在は法定通貨としての効力を有さない。

## 旭日竜二十銭銀貨
- 品位：銀80%、銅20%
- 量目：5g

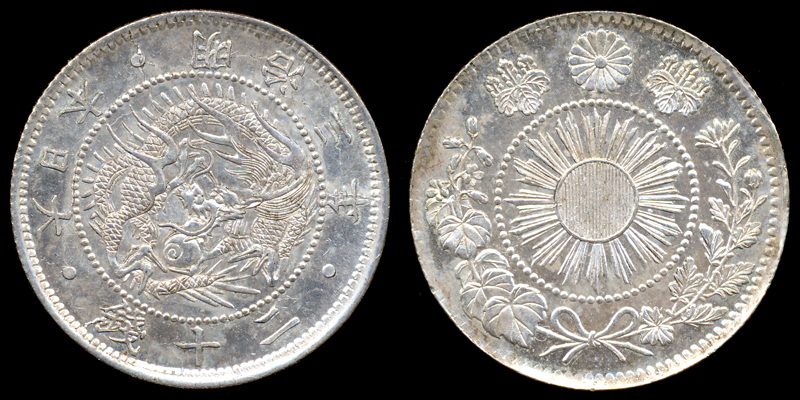
旭日竜二十銭銀貨

- 直径：23.3333mm（実測24.09mm）
- 図柄：竜図（阿竜）、年号、「大日本」、「二十錢」（表面）、菊花紋章、桐紋、旭日、菊枝と桐枝（裏面）
- 周囲：ギザあり
- 発行開始：1871年（明治4年）（年銘は明治3年）

1871年（明治4年）の新貨条例施行に伴い発行された貨幣の一つ。竜図は元首の象徴とされたことから貨幣の図柄に採用され、金貨・銀貨には口を大きく開けた阿竜が採用され、対して銅貨には吽竜が採用された。品位90%の貿易用一円銀貨に対し、補助銀貨として海外流出を防止する措置として品位を80%に下げ、量目も約7.2%削減されていた。同時に制定・発行された補助銀貨の旭日竜大型五十銭銀貨・旭日竜十銭銀貨・旭日竜五銭銀貨とは同様のデザインであり、量目も比例関係にある。
明治3年銘と明治4年銘が存在し、手替わりとしては、明治3年銘の「明瞭ウロコ」と明治4年銘の「欠銭」がある。
なお、1872年（明治5年）11月の改正で、直径と量目をそれぞれ22.424mmと5.391gに変更したものが制定されたが、製造されなかった。

## 竜二十銭銀貨
- 品位：銀80%、銅20%
- 量目：5.391g

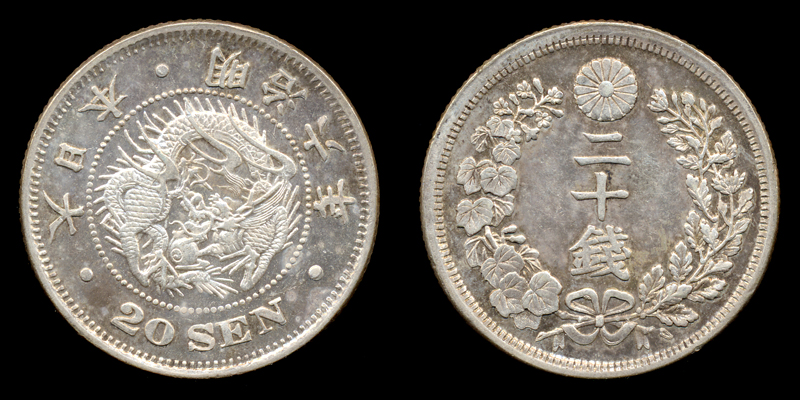
竜二十銭銀貨

- 直径：22.424mm（実測22.87mm）
- 図柄：竜図（阿竜）、年号、「大日本」、「20SEN」（表面）、菊花紋章、菊枝と桐枝、「二十錢」（裏面）（1897年（明治30年）の貨幣法の制定以降は表裏の呼称が逆）
- 周囲：ギザあり
- 発行開始：1873年（明治6年）

1873年（明治6年）の新貨条例の改正に伴い発行された貨幣。量目が貿易用一円銀貨と比例関係になるように改正されており、直径も縮小されている。国際化時代に即応するよう、表面に「20SEN」とアラビア数字とローマ字による額面金額が入っている。同時に制定された竜五十銭銀貨・竜十銭銀貨・竜五銭銀貨とは同様のデザインであり、量目も比例関係にある。
1897年（明治30年）の貨幣法の制定以降も1905年（明治38年）まで発行され続けたが、貨幣法の制定時には形式の変更はなかったものの、表裏の呼称が新貨条例と逆になっている。
年銘としては、明治6～9・10・13・18・20・21・24～38年銘が存在する。1878年（明治11年）・1889年（明治22年）にも製造されているが、これらに対応する年銘は存在せず、1878年（明治11年）には明治10年銘で、1889年（明治22年）には明治21年銘で製造されている。代表的な手替わりの分類としては明治6年銘の欠日、明治8年銘・明治9年銘のそれぞれ前期・後期がある。明治13年銘は流通用としては製造されず、記録上わずか96枚のみの製造となっており、その年銘の現存数は数枚と推定されている。

## 旭日二十銭銀貨
- 品位：銀80%、銅20%
- 量目：4.05g
- 直径：20.303mm

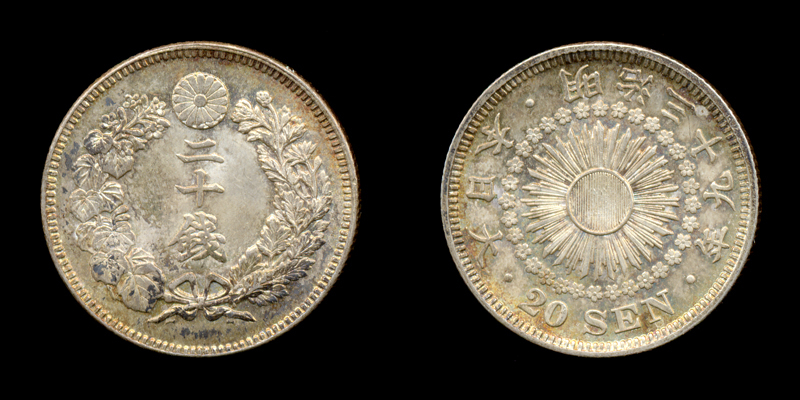
旭日二十銭銀貨

- 図柄：菊花紋章、菊枝と桐枝、「二十錢」（表面）、旭日、桜、年号、「大日本」、「20SEN」（裏面）
- 周囲：ギザあり
- 発行開始：1906年（明治39年）

1906年（明治39年）、貨幣法の改正により五十銭・二十銭・十銭の各銀貨の裏面がデザイン変更され、竜図が廃止され旭日とそれを囲む小さな桜花に変更され、これをもって日本の貨幣の竜図は完全に姿を消した。このとき五十銭・二十銭については、下落傾向にあった銀相場が上昇に転じたことにより鋳潰しの恐れが出たため、量目が約25%減量された（十銭については当初量目削減は行われず明治39年銘として製造され、日銀に引き渡された（発行された）ものの流通せず、1907年（明治40年）に品位を72%に下げて純銀量を他の銀貨に比例させた上で製造・発行され流通している）。
1911年（明治44年）まで製造され、その期間中は全ての年銘が連続して製造されているが、最終年号の明治44年銘は特年となっている。旭日五十銭銀貨と旭日十銭銀貨は1916年（大正6年）まで製造されたが、旭日二十銭銀貨は20銭という額面が中途半端に感じられたためか、それより先に製造が打ち切られている。また当時流通していた五銭硬貨である稲五銭白銅貨とは直径が非常に近く、そのことも流通の不便さの要因となった。
この後は、第一次世界大戦の影響による銀価格の高騰を受け、銀品位を下げて量目を更に減量させた八咫烏二十銭銀貨が1918年（大正7年）に、そして更なる銀価格の高騰を受けて量目を更に減量させた小型鳳凰二十銭銀貨が1922年（大正11年）に、それぞれ貨幣法の改正により制定されているが、いずれも流通用としては製造されず、試作のみに終わった。なおその銀価格の高騰期に当たる1917年（大正6年）から1919年（大正8年）までの期間には、20銭の法定通貨としては大正小額政府紙幣二十銭券が製造され、こちらは発行されている。

## 未発行貨幣・試鋳貨幣等
- 二十銭銀貨（品位：銀80%・銅20%、直径：22.424mm、量目：5.391g） - 1872年（明治5年）11月の新貨条例の改正によるもの。旭日竜二十銭銀貨と同一図案で量目を貿易用一円銀貨と比例関係になるように変更し、更に直径も若干縮小したものだが、このときの改正では五十銭銀貨（旭日竜小型五十銭銀貨）が製造発行されたのみで、このときの改正による二十銭銀貨は試作品すら製造されなかった。
- 二十銭銀貨（品位：銀を主成分とするが具体的な組成は不明、直径：18.29mm、量目：2.2g） - ギザなし。1897年（明治30年）発行開始の貨幣法による本位金貨（詳細は日本の金貨を参照）と同じデザインだが、裏面の旭日と八稜鏡の周囲には文字や図柄が一切なく年銘の表示はない。1906年（明治39年）の旭日二十銭銀貨発行期の試作と推定される[2]。
- 二十銭銀貨 - ギザあり。大正7年銘。表面は竜二十銭銀貨及び旭日二十銭銀貨と同様。裏面は旭日とそれを囲む桜花・「大日本」・年号であるが、旭日二十銭銀貨とは異なり、桜花は縁に近い位置にあって半分しか貨幣面に現れておらず、「大日本」・年号の文字が旭日の旭光線に重なっている。
- 八咫烏二十銭銀貨（品位：銀72%・銅28%、直径：19.696mm（貨幣法による規定）/16.7mm、量目：3g（貨幣法による規定）/1.8g） - ギザあり。1918年（大正7年）の貨幣法の改正による貨幣。銀価格の高騰を受けて旭日二十銭銀貨から銀品位を下げて量目を減量させたもの。図案は八咫烏五十銭銀貨及び八咫烏十銭銀貨と同様の一般公募作品によるもの（文字は隷書体）。八咫烏五十銭銀貨及び八咫烏十銭銀貨（これらは本格製造され日銀に引き渡されたが銀価格が鋳潰点を上回ったため流通せず）とは異なり、流通用としては製造されず、試作のみとなった。年銘は大正7年・9年・10年のものと、「大正　年」と数字部分が空白になっているものが存在する。1926年（大正15年）頃まで試作された。
- 小型鳳凰二十銭銀貨（品位：銀72%・銅28%、直径：16.94mm、量目：1.99g） - ギザあり。大正11年銘。1922年（大正11年）の貨幣法の改正による貨幣。八咫烏二十銭銀貨から更に量目を減量させたもので、表裏のデザインは八咫烏銀貨から裏面の八咫烏とローマ字表記を除き、表面のデザインも若干修正した小型鳳凰五十銭銀貨と同様のもの（文字は隷書体）であったが、こちらも流通用としては製造されず、試作のみとなった。小型鳳凰五十銭銀貨とは量目も比例関係となっている。2018年（平成30年）と2021年（令和3年）に銀座コインオークションに出品された。
- 二十銭白銅貨 - 年銘なし。表裏のデザインは1920年（大正9年）発行の十銭白銅貨と同様だが、裏面は「大日本」と年号の文字がない。十銭白銅貨より直径が大きく、額面表記が「廿錢」となっているのが特徴的である。デザインからして1920年（大正9年）の十銭白銅貨発行期の試作と推定される[3]。